# فريد كليمان
فريد كليمان (بالألمانية: Fred Kelemen)‏ (و. 1964  م) هو مخرج أفلام، ومصور سينمائي، وكاتب سيناريو، ومونتير ألماني، ولد في برلين.

## وصلات خارجية
- فريد كليمان على موقع IMDb (الإنجليزية)
- فريد كليمان على موقع مونزينجر (الألمانية)
- فريد كليمان على موقع قاعدة بيانات الأفلام العربية
- فريد كليمان على موقع ألو سيني (الفرنسية)
- فريد كليمان على موقع أول موفي (الإنجليزية)
- فريد كليمان على موقع قاعدة بيانات الأفلام السويدية (السويدية)
- فريد كليمان على موقع قاعدة بيانات الفيلم (الإنجليزية)
- فريد كليمان على موقع كينوبويسك (الروسية)